# Hanns Ludin
Hanns Elard Ludin, né le 10 juin 1905 à Fribourg-en-Brisgau et mort le 9 décembre 1947 à Bratislava, est un diplomate allemand. 

## Biographie
Fils de Friedrich et Johanna Ludin, Hanns Elard rejoint le parti nazie en 1930 au cours duquel il est arrêté pour ses activités politiques la même année. Il écope le 7 octobre 1930 de 18 mois d'emprisonnement. Interné jusqu'en 1931, il rejoint la SA et le NSDAP à sa libération. 
Survivant de la nuit des longs couteaux en 1934, Ludin rétablit sa réputation en rejoignant le Foreign Office, devenant ambassadeur auprès de la République slovaque en 1941, en remplacement de Manfred von Killinger. 
Les activités de Ludin consistaient notamment à convaincre le gouvernement slovaque de se conformer aux expulsions de travail forcé et à assurer une couverture diplomatique à ces activités. En 1943, il est promu SA-Obergruppenführer. En tant que principal représentant du Reich allemand, Ludin a joué un rôle déterminant dans la déportation de Juifs slovaques dans le contexte de l'Holocauste. Il était donc responsable de la mort de plus de 60 000 Slovaques[réf. souhaitée].
Pendant l'avancée des troupes soviétiques, Ludin s'enfuit de Bratislava vers l'ouest avec sa famille. Il a été arrêté après la guerre par les troupes américaines dans l'abbaye autrichienne de Kremsmünster et interné au camp de prisonniers de guerre américain de Natternberg (Deggendorf). Il est extradé vers la Tchécoslovaquie et jugé avec le SS-Obergruppenführer Hermann Höfle (à ne pas confondre avec le SS-Sturmbannführer Hermann Julius Höfle). Il fut condamné à mort et pendu le 9 décembre 1947, agonisant pendant une vingtaine de minutes. 
Marié avec Erla von Jordan (1905 - 1997), Ludin avait six enfants: Erika (1933 - 1997), Barbara (née en 1935), Ellen (née en 1937), Tilman (1939 - 1999), Malte (née en 1942) et Andrea (né en 1943).

## Film documentaire
Le plus jeune fils de Hanns Ludin, Malte Ludin, a tourné un documentaire sur l'impact de l'implication de son père dans le Troisième Reich sur sa famille. Le film, 2 oder 3 Dinge, die ich von ihm weiß, est sorti en 2005. La publicité du film à New York a débuté le 24 janvier 2007 dans la salle de cinéma Film Forum. 